# میهن‌دوست (انقلاب آمریکا)

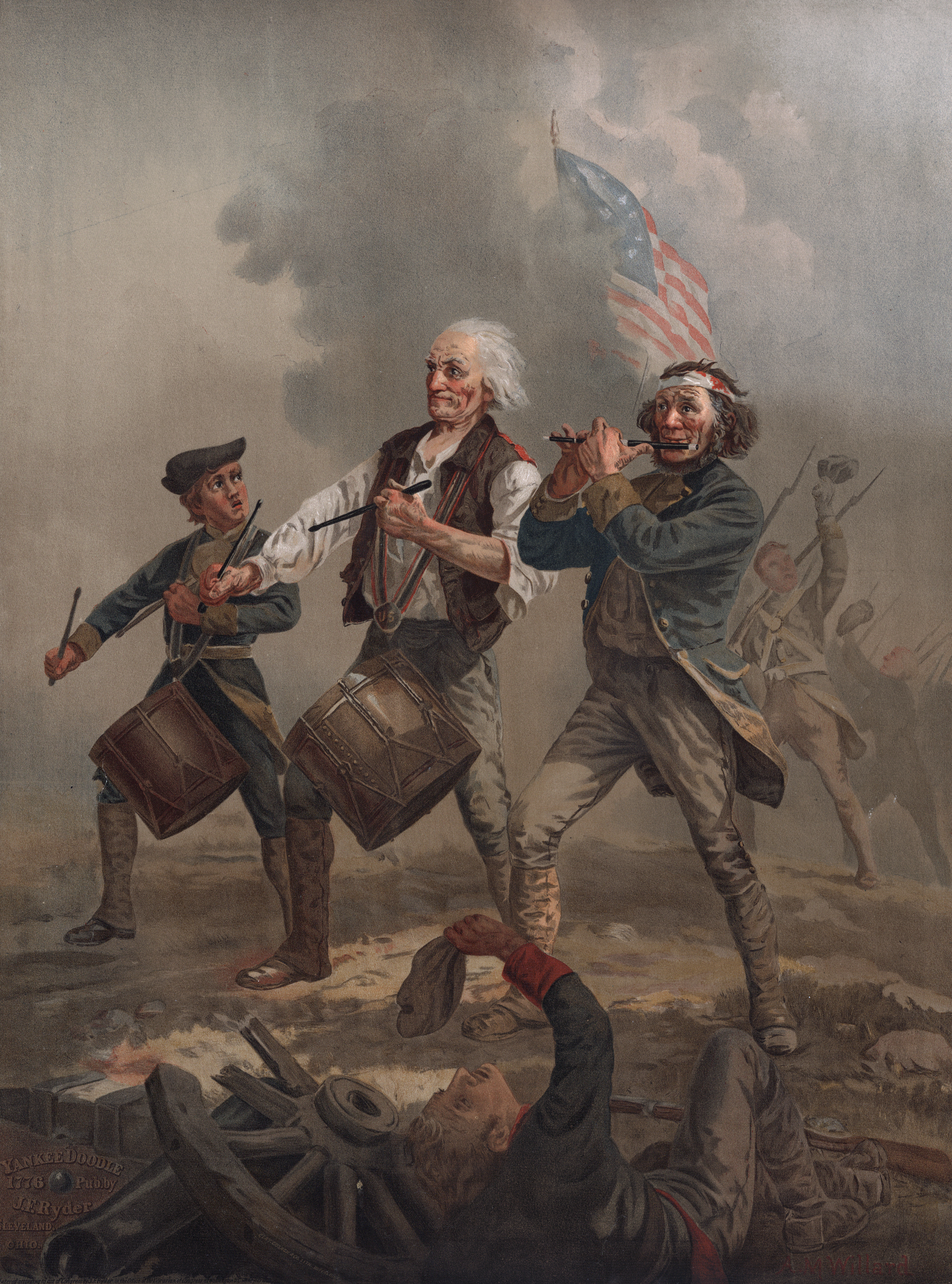
The Spirit of '76 (originally entitled Yankee Doodle, painted by Archibald Willard in the late nineteenth century, an iconic image relating to the patriotic sentiment surrounding the American Revolutionary War

میهن‌دوستان (به انگلیسی: Patriots) که به نام‌های ویگ‌ها، انقلابیون، مردان کنگره یا شورشیان آمریکایی نیز شناخته می‌شدند، مستعمره‌نشینانی از سیزده مستعمرهٔ بریتانیای کبیر بودند که در جریان انقلاب آمریکا بر ضد سلطهٔ بریتانیا قیام کردند. اعلان استقلال ایالات متحده آمریکا در ژوئیهٔ ۱۷۷۶ توسط چهره‌های برجستهٔ این گروه انجام گرفت. شورش میهن‌دوستان بر پایهٔ فلسفهٔ سیاسی آریستوکراسی قرار داشت که توسط رساله‌نویسان سیاسی نظیر توماس جفرسون، الکساندر همیلتون و توماس پین تبیین می‌شد.
میهن‌دوستان از ۱۷۶۸ خود را ویگ‌ها می‌نامیدند و به حزب ویگ بریتانیا (شامل ویگ‌های رادیکال و ویگ‌های میهن‌دوست) که سیاست‌های مستعمراتی مشابهی را دنبال می‌کرد گرایش داشتند.
میهن‌دوستان از قشرهای اجتماعی، اقتصادی، قومی و نژادی مختلفی بودند. دانشجویانی نظیر الکساندر همیلتون، مزرعه‌دارانی نظیر توماس جفرسون، تاجرانی نظیر الکساندر مک‌دوگال، وکلایی نظیر جان آدامز و کشاورزان ساده‌ای نظیر دنیل شیز یا پلامب مارتین همگی از میهن‌دوستان بودند.